# Stormy
「Stormy」（ストーミー）は、日本の歌手であるNissyと日本のラッパーであるSKY-HIがNissy × SKY-HI名義で2024年4月17日にリリースしたシングル。

## 背景・制作
「SUPER IDOL」以来となるNissyとSKY-HIによるコラボレーション作品。「Stormy」はアニメーション映画『劇場版ブルーロック -EPISODE 凪-』の主題歌となっており、NissyとSKY-HIと話し合いを重ねながら本作の為に書き下ろしたものとなっている。制作にあたっては『ブルーロック』の主人公となる凪をテーマに制作し、凪の雰囲気に合わせ楽曲にも緩急つけるなどの工夫をしたという。
制作はSKY-HIのスタジオで行われ、夜な夜なの作業が(部活動の)放課後に練習している感覚に等しかったとNissyが語っている。

## 形態・アートワーク
CDは初回限定盤と通常盤の2形態で販売された。初回限定盤のアートワークは映画『劇場版ブルーロック -EPISODE 凪-』の作画を担当している三宮宏太の描き下ろしによるイラストとなっており、NissyとSKY-HIの撮り下ろし写真が掲載された8Pブックレットが付属する。通常盤はNissyとSKY-HIの撮り下ろし写真となっており、初回限定盤のイラストに寄せたポージングとなっている。

## ミュージックビデオ
ミュージック・ビデオは「SUPER IDOL」のミュージックビデオも手掛けた鴨下大輝が再び監督を務め、制作された。

## プロモーション
2024年4月7日、東京の国立競技場で行われた映画『劇場版ブルーロック -EPISODE 凪-』とJリーグ『FC東京』とのコラボイベントにNissyとSKY-HIが参加した。
2024年4月17日、東京の新宿ピカデリーで行われた映画『劇場版ブルーロック -EPISODE 凪-』の完成披露“超速”上映会に登壇した。

## 収録曲
| #  | タイトル          | 作詞                       | 作曲                                                               | 編曲                 | 時間 |
| -- | ----------------- | -------------------------- | ------------------------------------------------------------------ | -------------------- | ---- |
| 1. | 「Stormy」        | Takahiro Nishijima、SKY-HI | Ryosuke "Dr.R" Sakai、Daisuke Nakamura、Takahiro Nishijima、SKY-HI | Ryosuke "Dr.R" Sakai | 3:24 |
| 2. | 「Stormy (INST)」 |                            |                                                                    |                      | 3:25 |

## チャート
| チャート                                | 最高順位 | 出典   |
| --------------------------------------- | -------- | ------ |
| Billboard Japan Hot 100                 | 24       | [ 10 ] |
| Billboard Japan Top Singles Sales       | 6        | [ 11 ] |
| Billboard Japan Download Songs          | 6        | [ 12 ] |
| オリコン 週間シングルランキング         | 4        | [ 13 ] |
| オリコン 週間デジタルシングルランキング | 8        | [ 14 ] |
| オリコン 週間合算シングルランキング     | 14       | [ 15 ] |